# Seppo Kimanen

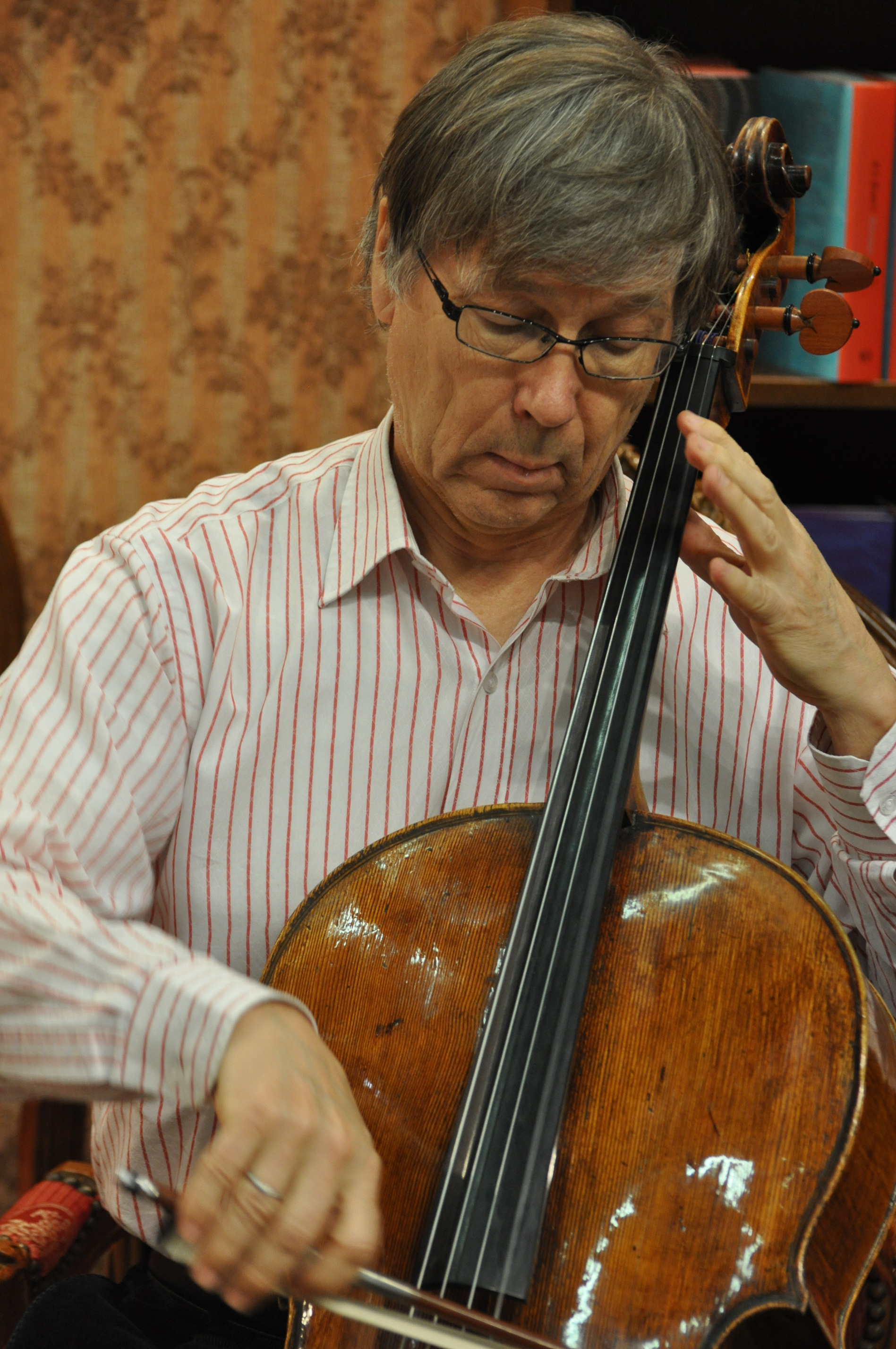
Seppo Kimanen på Helsingfors bokmässa 2013.

Seppo Tapani Kimanen, född 7 februari 1949 i Helsingfors, är en finländsk cellist.
Efter studier vid Sibelius-Akademin för Erkki Rautio och Arto Noras samt i Prag, Paris och Detmold var Kimanen 1971–1974 lektor vid Åbo musikinstitut och 1974–1977 cellist i Radions symfoniorkester, från 1975 i Kuhmon kamarisolistit och från 1980 i Jean Sibelius-kvartetten.
År 1970 tog han initiativ till en kammarmusikfestival i Kuhmo, vilken han ledde med smärre avbrott fram till 2005. Han har dessutom varit verksamhetsledare för Helsingfors festspel 1977–1980, ledare för en musikfest i Chile 1990–1993, ledare för musikfestivalen i Uleåborg 1990–1993 och konsulent vid en japansk musikfest 1996–1997. Han utnämndes 2000 till konstnärsprofessor på fem år och var därefter föreståndare för Finlandsinstitutet i London för åren 2005–2007 samt därefter presstjänsteman vid Finlands ambassad i Tokyo.
Han erhöll Pro Finlandia-medaljen 1986 och förlänades professors titel 1999.

### Uppslagsverk
- Seppo Kimanen i Uppslagsverket Finland (webbupplaga, 2012). CC-BY-SA 4.0